# Sigurd Hagen
Sigurd Hagen, född 14 februari 1885 i Onsøy, död 12 maj 1938 i Oslo, var en norsk oftalmolog.
Hagen blev student 1901, candidatus medicinæ 1910 och doctor medicinæ 1920. Han var professor i medicin och överläkare vid Rikshospitalets ögonavdelning från 1922. Han innehade även privat praktik î Oslo från 1917. 